# Cobdícia i por
Cobdícia i por es refereix a dos estats emocionals oposats teoritzats com a factors que causen la imprevisibilitat i la volatilitat del mercat de valors, i el comportament irracional del mercat inconsistent amb la hipòtesi dels mercats eficients. La cobdícia i la por tenen a veure amb un vell adagi de Wall Street que diu: "Els mercats financers estan impulsats per dues emocions poderoses: la cobdícia i la por".
La cobdícia i la por són un dels esperits animals que Keynes va identificar que afectaven profundament les economies i els mercats.